# Хваренах
Хваренах е авестийска дума за зороастрийското понятие буквално означаващо „слава“ или „великолепие“, но разбирано като божествената мистична сила, излъчвана върху и помагаща на избрания. В Ящ 19 се изброяват божества и смъртни, които изпълняват дълга си благодарение на хваренах. Сред тях са каянийските царе – кавите – които управляват благодарение на и са овластени от хваренах. Хваренах се притежава също от богове: Ахура Мазда (19.9-13), Амеша Спента я имат (19.14-20), както и други язата. Джамшид (герой от персийската митология) я губи три пъти: от Митра, Ферейдун и Гаршасп. Хваренах придобива формата на птица, когато напуска Джамшид. (19.35-36, 19.82) Според Ящ 13.14 водите текат, растенията растат ветровете духат благодарения на хваренах на Фраваши. При крайното обновяване на света хваренах ще последва Саошянт (съществата, които ще го донесат).